# Michail Kalinin
Michail Ivanovič Kalinin (rusky Михаи́л Ива́нович Кали́нин; 7. listopadujul./ 19. listopadu 1875greg., Verchnaja Troica, Tverská gubernie – 3. června 1946, Moskva) byl ruský komunistický revolucionář a posléze sovětský politik a státník. V letech 1919 až 1946 byl titulární hlavou sovětského státu, jeho reálný vliv ale nebyl velký (faktickým vůdcem byl do roku 1924 V. I. Lenin a potom J. V. Stalin). Byla po něm pojmenována významná města Tver (Kalinin, do roku 1990) a Královec (Kaliningrad).

## Život
Pocházel z rolnické rodiny. Absolvoval základní 4letou školu a od roku 1896 pracoval jako dělník v Putilovské továrně v Petrohradě. Aktivně působil v dělnickém socialistickém hnutí. V letech 1905–1907 se zúčastnil první ruské revoluce.
V roce 1906 se oženil s Estonkou Jekatěrinou Lorbergovou (1882–1960).
V roce 1912 byl zvolen členem ústředního výboru Ruské sociálně demokratické strany pracujících. Podílel se na zakládání novin Pravda. Během únorové revoluce v roce 1917 byl jedním z hlavních vůdců vzbouřených dělníků a vojáků v Petrohradě. Během občanské války se věnoval akvizičně-propagandistické činnosti. Od roku 1919 předseda Všeruského Ústředního výkonného výboru, od prosince 1922 předseda Ústředního výkonného výboru SSSR. Od ledna 1938 předseda prezídia Nejvyššího sovětu SSSR.
Ve 30. a 40. letech patřil mezi Stalinovy nejbližší spolupracovníky. Na postu formální hlavy Sovětského státu však neměl velké pravomoci.
Byl jediný z úzkého Stalinova okruhu, kdo pocházel z chudé rolnické rodiny, a tento fakt strana využívala i k propagandistickým účelům k získání sympatii obyvatel venkova. Podílel se na několika represích vůči vedoucím příslušníkům komunistické strany, státu, armády, vědy a kultury i běžným občanům země. Kalinin si však zřejmě byl vědom okolností čistek a ve více případech se snažil obviněným pomoci. Zachránil např. pozdějšího maršála Leonida Govorova, svého přítele revolucionáře Avela Jenukidzeho však již před zastřelením nezachránil. Podle některých názorů byl Kalinin v pozdějším období pouze pasivní postavou podepisující vládní dokumenty. Dokonce i v případech, kdy byl jmenován do rozhodovacích funkcí různých komisí, prý jeho názor ostatní politici nebrali na vědomí.
V roce 1938 NKVD zatklo jeho ženu Jekatěrinu, která byla držena ve vazbě až do roku 1946. Propuštěna byla krátce před manželovou smrtí.
Na postu předsedy prezídia Nejvyššího sovětu SSSR se během druhé světové války podílel na přípravě několika důležitých zákonů. Jeho podpis se spolu s podpisy dalších sovětských představitelů nachází i na rozkazu na likvidaci polských důstojníků zajištěných po obsazení východního Polska (tzv. Katyňský masakr).
Dne 19. března 1946 byl zbaven funkce předsedy prezídia Nejvyššího sovětu SSSR pro pokračující zdravotní problémy. Zemřel 3. června 1946 v důsledku rakoviny žaludku.

## Spolupachatel Katyňského masakru

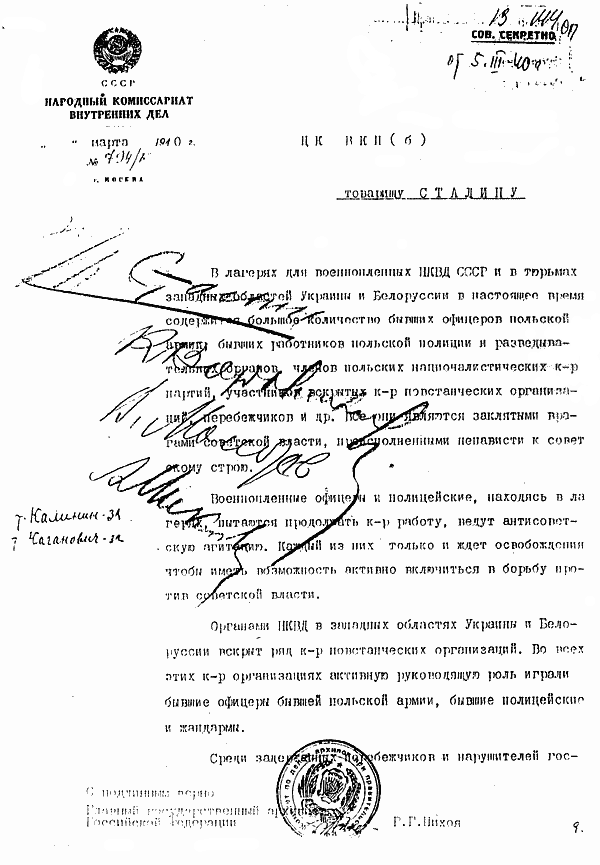
Berijův doplněk
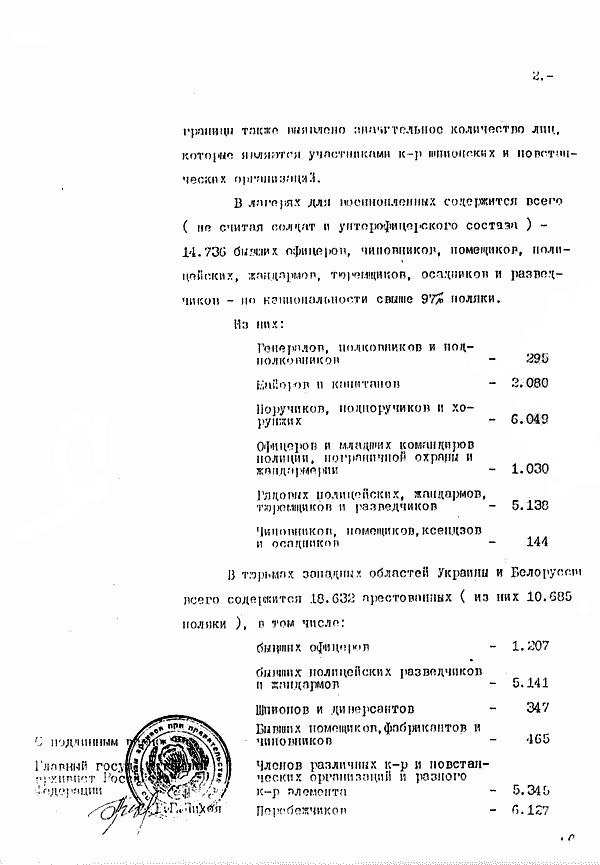
str. 2
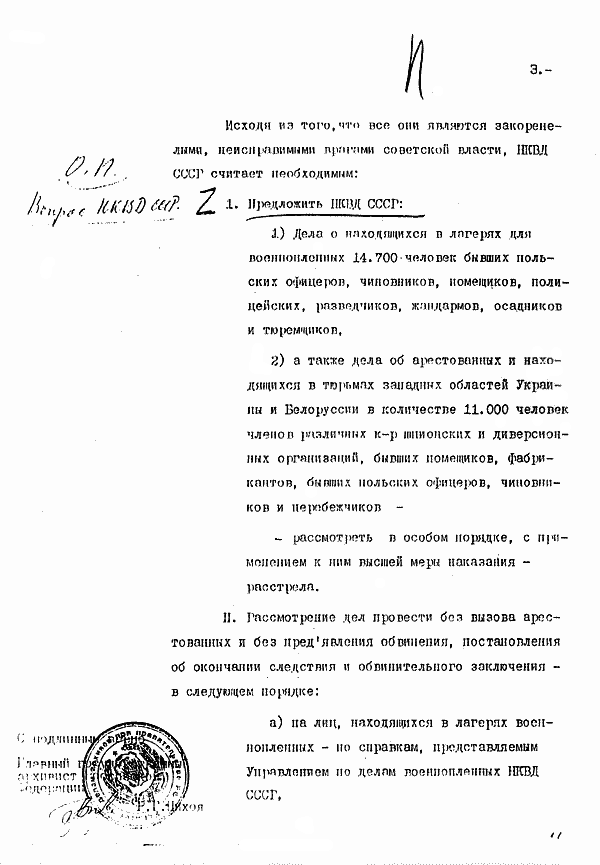
str. 3
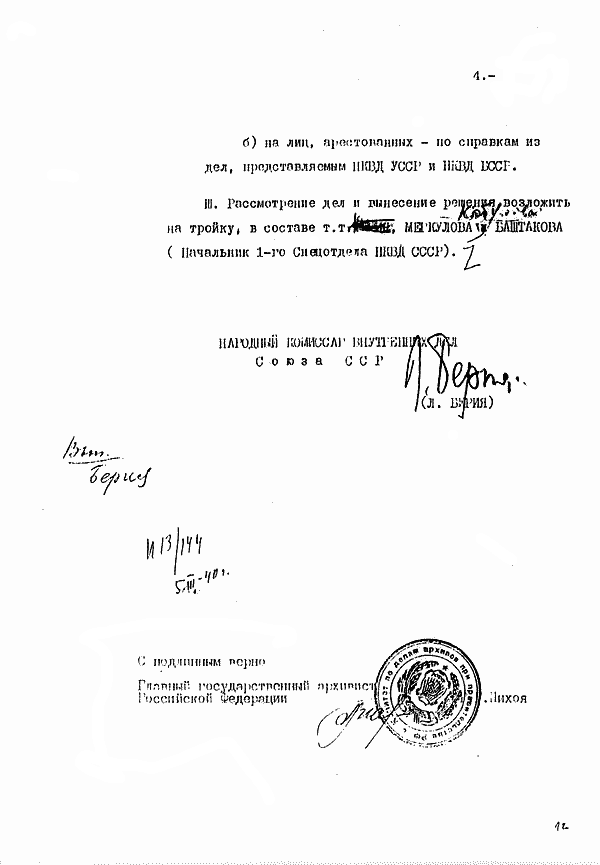
str. 4

## Dílo
- Slované a válka. 1. vyd. Praha: Svoboda, 1945. 23 s.